# Castelo Real de Vila Franca
O Castelo Real de Vila Franca localizava-se na Vila Franca, atual concelho de Vila Franca do Campo, na costa sul da ilha de São Miguel, nos Açores.

## História
Em posição dominante sobre este trecho da costa, constituiu-se em uma fortificação destinada à defesa do ancoradouro da vila contra os ataques de piratas e corsários, outrora frequentes nesta região do oceano Atlântico.
Ao final do século XVIII, a Relação dos Castelos e mais Fortes da Ilha de S. Miguel do seu estado do da sua Artelharia, Palamentas, Muniçoens e do q.' mais precizam, pelo major engenheiro João Leite de Chaves e Melo Borba Gato, informava:
"Castelo Real - Na Villa Franca, flanquea a entrada do Ilheo, e defende a da V.a por 2 pequenas praias em cujo meio está, cituad sobre a roxa firme, conserva-se em bõ estado: tem 6 canhoneiras e 4 peças montadas: palamenta nada, munições 50 balas de artelharia, e hum barril de polvora."
O mapa da "Força Militar material existente em S. Miguel em Outubro de 1925", que aponta quatro pontos fortificados com 51 bocas de fogo e respectiva palamenta na ilha, para este forte computa 3 peças de calibre 9 e 2 de 5.
Esta estrutura não chegou até aos nossos dias.